# Ernst Mahle (Musikpädagoge)
Ernst Mahle (* 3. Januar 1929 in Stuttgart; † 12. Mai 2025 in Piracicaba) war ein deutsch-brasilianischer Musikpädagoge, Dirigent und Komponist.
In Stuttgart studierte er Kompositionslehre bei Johann Nepomuk David. 1951 ging er nach Brasilien. Dort gründete er zusammen mit seiner Ehefrau, der Pianistin Cidinha Mahle, und Professor Hans-Joachim Koellreutter in der Stadt Piracicaba im Bundesstaat São Paulo 1953 die Escola de Música de Piracicaba Maestro Ernst Mahle (EMPEM), deren Geschichte 2021 mit einer Ausstellung gewürdigt wurde und die über einen sehr guten Ruf verfügte. Er war dort als künstlerischer Leiter und Dirigent des Kammer- und Sinfonieorchesters sowie als Dozent und Chorleiter tätig. Seit 1962 war er brasilianischer Staatsbürger. Parallel dazu bildete er sich weiter u. a. bei Olivier Messiaen, Wolfgang Fortner und Ernst Krenek im Bereich Komposition, sowie bei Lovro von Matačić, Rafael Kubelík und Hans Müller-Kray im Dirigieren. Sein besonderes Engagement galt der Musikerziehung. So war seiner Initiative der von ihm 1971 ins Leben gerufene Wettbewerb Concurso Jovens Instrumentalistas do Brasil zu verdanken, bei dem sich alle zwei Jahre junge brasilianische Musiker messen können. Neben zahlreichen Preisen, mit denen er geehrt wurde, zuletzt 2006 dem Martius-Staden-Preis, war er ab 1965 Ehrenbürger der Stadt Piracicaba. Er war zudem Mitglied der Academia Brasileira de Música.

## Werke (Auswahl)
- Opern:
  - Maroquinhas Fru Fru (1974), Libretto von Maria Clara Machado
  - A Moreninha (1979), Libretto von José Maria Ferreira
  - O Garatuja (2005), Libretto von Eugênio Leandro nach einer Novelle von José de Alencar
  - Isaura (2019), Libretto von Marcelo Batuíra nach einer Romanze von Bernardo Guimarães

- weitere
  - Missa de São Francisco de Assis (1976)
  - Suíte Nordestina (1977)